# Manteria brachyderus
Manteria brachyderus är en plattmaskart. Manteria brachyderus ingår i släktet Manteria och familjen Acanthocolpidae. Inga underarter finns listade i Catalogue of Life.